# Koloceava, Boureni
Călacea sau Călacea de Jos (în ucraineană Колочава) este localitatea de reședință a comunei Koloceava din raionul Boureni, regiunea Transcarpatia, Ucraina.

## Demografie
Componența lingvistică a localității Koloceava
     Ucraineană (99,9%)
     Alte limbi (0,1%)
Conform recensământului din 2001, majoritatea populației localității Koloceava era vorbitoare de ucraineană (99,9%), existând în minoritate și vorbitori de alte limbi.